# A porca
A porca es un juego de Galicia parecido al golf que se practicaba en los cortos días de invierno para calentar el cuerpo haciendo ejercicio. A esta diversión de palos, bolas y agujeros se llama "a porca" y según los entendidos, tenía cosas en común con el actual hockey, sobre todo la manera de emplear las herramientas. Con el tiempo se fue perdiendo, pero la tradición popular recuerda dichos parecidos a este:
"Couto o meu nicho,
Con chave de ferro,
O que a el vaia,
Bótalle un berro."   
Fue un juego de jóvenes, teniendo en cuenta que eran bravos y atrevidos, que por tratarse de un divertimiento de contacto  acaba casi siempre siendo violento. También contaba con importantes variaciones según en la zona en la que se jugase.

## Material
El material necesario consiste en un palo con la misma función que los de golf, es decir, darle a la bola. A este enredo se le llamaba “cacheira”, que hace tiempo se hacía de codeso o de uz. El  mismo precisaba de un mazarico en uno de los extremos.
Junto a un palo había que disponer de una bola, “a porca”, hecha con un trozo de madera dura para evitar que por los golpes se rompiera.

## Reglamento
La finalidad del juego es meter la bola en el agujero del "porqueiro central", que tiene que dirigir el juego. Este lanza a porca al aire y debe mirar si cae en su agujero. Cuando esto sucede, inmediatamente tiene que gritar: “¡Hay trocos!” . Entonces en ese punto todos los demás jugadores deben intercambiar sus nichos. Si en ese momento el portero logra introducir su mazarico en uno de los nichos de sus contrincantes, pasa a ocupar ese puesto, mientras que el otro pasará a ser porqueiro.
Cuando a porca cae fuera del nicho central (o curral), el porqueiro tratará de introducirla en cualquier otro nicho. En este caso también intentará intercambiar su puesto con el dueño del nicho en cuestión.
Cuando alguien consigue meter a porca en el nicho del porqueiro, este dirá de nuevo: “¡dalle á porca de novo e muda!”. De nuevo se produciría el rebumbio y una vez más, el porqueiro deberá aprovechar para hacerse dueño de un nicho.
En otras variantes de este juego, tras un partido de dos tiempos (15 minutos cada uno), gana el jugador que meta más veces a porca en el agujero del porqueiro.

## Dónde se practica
Se necesita un espacio abierto y bastante amplio por el número de jugadores que intervienen y, más bien, por el juego en sí. Las partidas eran frecuentemente en el monte. Cada jugador tiene que escarbar un agujero en el suelo (nicho), poniéndose el conjunto de ellos alrededor de un agujero central mucho más grande, defendido por otro jugador.
En cuanto a la localización del juego gallego, debemos destacar que se practica sobre todo en Castro Caldelas, perteneciente a la zona orensana, y por toda la Baixa Limia-Serra do Xurés.